# Schmalflügeliger Heidekrautspanner

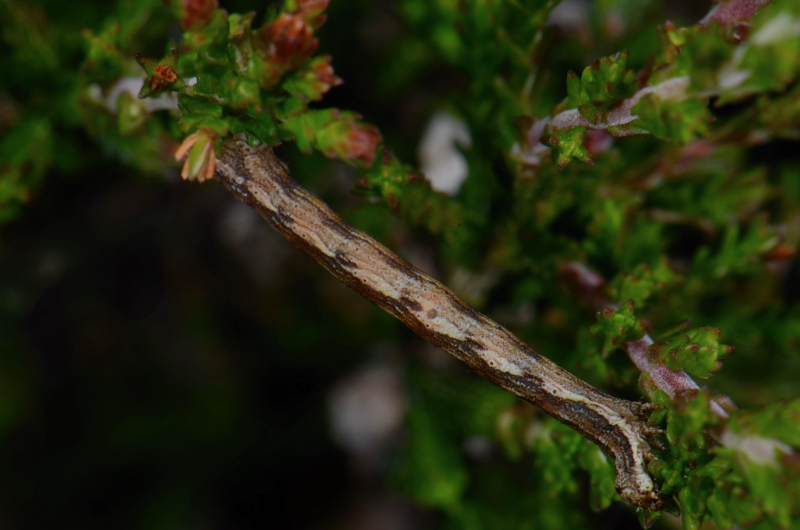
Raupe

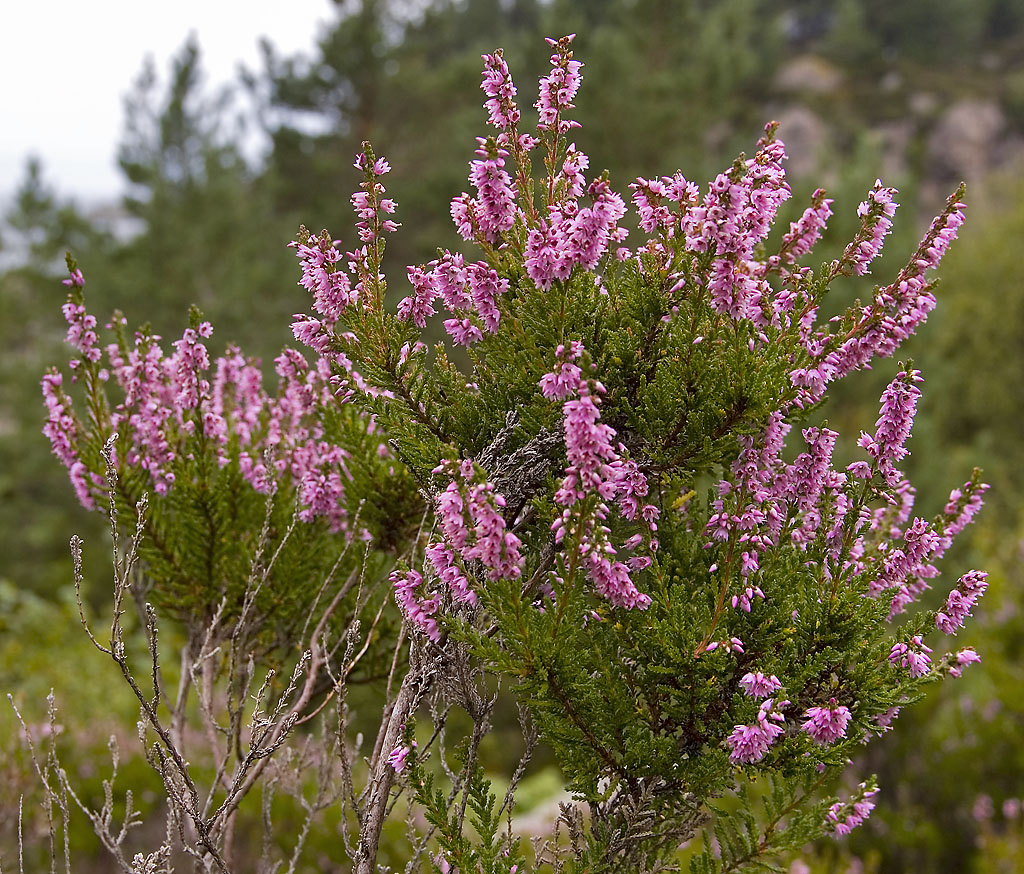
Besenheide (Calluna vulgaris), die Nahrungspflanze der Raupe

Der Schmalflügelige Heidekrautspanner (Pachycnemia hippocastanaria) ist ein Schmetterling (Nachtfalter) aus der Familie der Spanner (Geometridae). Der Grund für die Wahl des wissenschaftlichen Artnamens ist nicht bekannt, denn es lässt sich keine Verbindung zur Gewöhnlichen Rosskastanie (Aesculus hippocastanum) herstellen; die Raupen ernähren sich von Besenheide (Calluna vulgaris).

## Merkmale

### Falter
Die Falter erreichen eine Flügelspannweite von 24 bis 32 Millimetern. Arttypisch sind die langen, schmalen Vorderflügel, deren Oberseite eine matt graue Farbe zeigt. Eine weißliche Überstäubung, ein schwärzlicher Diskalfleck sowie die dunklen Adern heben sich zumeist nur undeutlich ab. Innere und äußere Querlinie werden aus kurzen dunklen Strichen, die Saumlinie aus kleinen schwarzen Punkten gebildet. Die Hinterflügeloberseite ist grauweiß gefärbt.

### Raupe
Die Raupen haben eine braune Farbe und sind dunkel marmoriert. An den Seiten sind sie mit dreieckigen, weißlichen oder gelben, in der Größe variierenden Flecken versehen. Der Kopf ist rotbraun gefärbt.

### Ähnliche Arten
Die Weibchen der Hummelnestmotte (Aphomia sociella) unterscheiden sich deutlich durch den auffälligen schwarzen Diskalfleck auf der Vorderflügeloberseite sowie die sehr langen Palpen. Die Männchen unterscheiden sich in erster Linie durch eine farblich in Hell-Dunkel-Tönungen abgestufte Zeichnung auf der Vorderflügeloberseite.

## Verbreitung und Lebensraum
Das Verbreitungsgebiet des Schmalflügeligen Heidekrautspanner erstreckt sich von Nordwestafrika durch Europa bis in den Süden Russlands und nach Kleinasien. Hauptlebensraum sind trockene Heiden, Heidewiesen und Heidetäler. In den Alpen steigt die Art bis auf 1400 Meter Höhe.

## Lebensweise
Die Falter sind nachtaktiv und fliegen in zwei bis drei Generationen, schwerpunktmäßig in den Monaten März, Juli und Oktober. Gelegentliche Überschneidungen sind möglich. Sie erscheinen an künstlichen Lichtquellen. Die Raupen ernähren sich von den Blättern von Besenheide (Calluna vulgaris). Die letzte Generation überwintert im Puppenstadium.